# Casa de Goethe en Vorpertshausen
El Museo Regional de Hüttenberg/Casa de Goethe en Volpertshausen es un monumento nacional  protegido, una construcción de pilares de madera y adoquín en Hüttenberg, en la localidad de Volpertshausen, al sur de Wetzlar. Este museo presenta aspectos regionales de la cultura Hüttenberg, también se puede ver una exposición en la sala de baile del encuentro entre Johann Wolfgang von Goethe y Charlotte Buff el 9 de junio de 1772. Aquí fue elaborada la novela de Goethe Las penas del joven Werther. El ayuntamiento de Hüttenberg y la Asociación regional de Hüttenberg son los fundadores y gestores del museo.

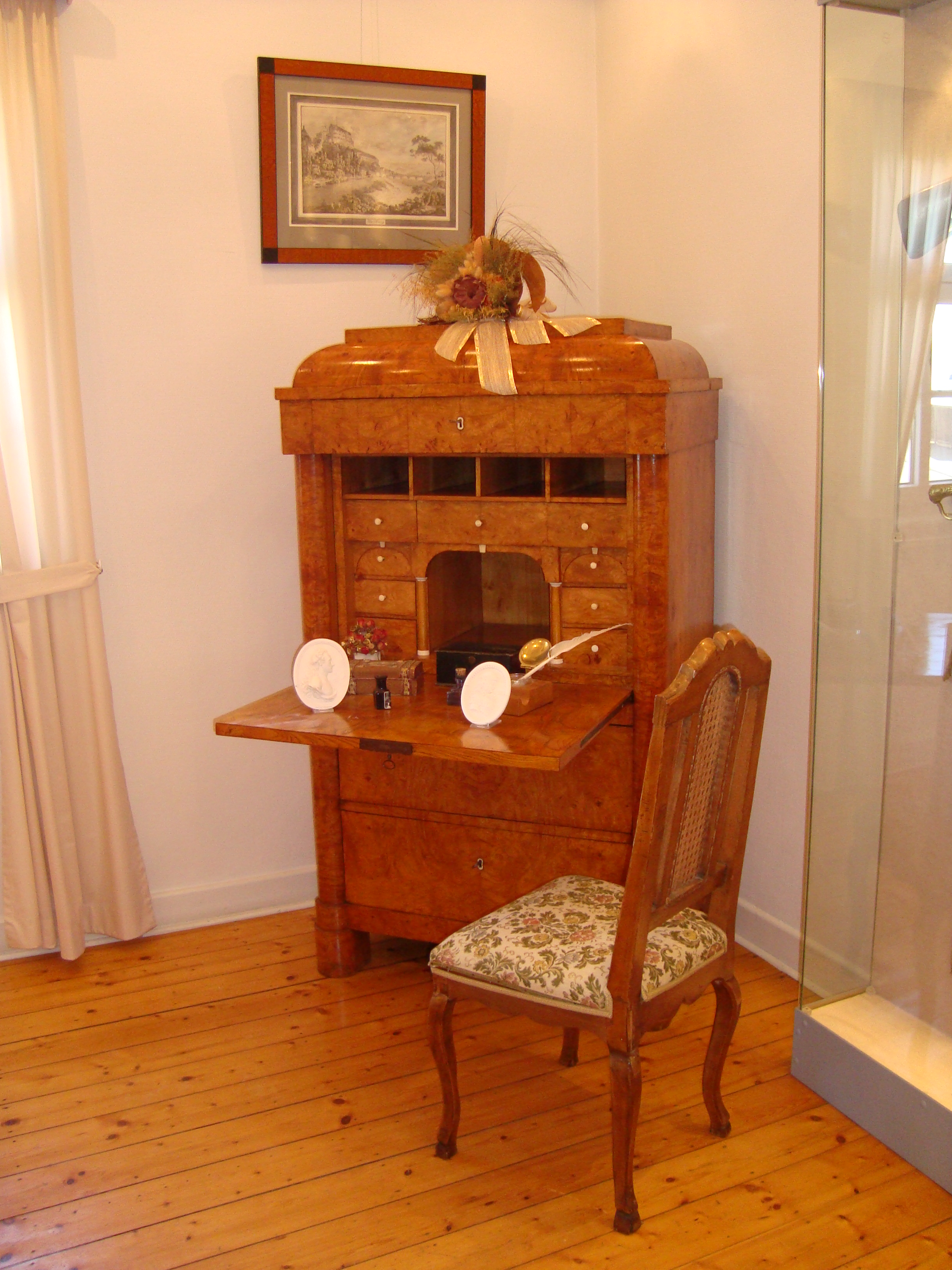
Escritorio que nos recuerda a Goethe

## El edificio
El museo regional abierto en 1992 se encuentra en una antigua casa de caza del Conde de Nassau-Weilburg construida entre 1719 y 1721. El edificio pertenece al ayuntamiento desde 1838 y hasta 1965 fue escuela y vivienda del profesorado. La fachada del edificio de pilares y adoquín es hoy un monumento nacional protegido.

## Colecciones de la cultura regional
En la planta baja encontramos dos habitaciones con aperos de labranza y enseres rurales así como una serie de fotos de “los viejos tiempos”. El tema principal son los medios de elaboración del famoso "queso artesano de Hüttenberg". En el primer piso nos presentan un dormitorio, un salón y una cocina de finales de siglo amueblados con todo tipo de detalles, que nos acerca a la cultura de la región. En el sótano podemos ver un taller de zapatero y otro de lavandería. En el desván se exponen un taller de lino y otro para hornear así como el mobiliario de una escuela y los atuendos típicos de Hüttenberg.

## Salón de baile

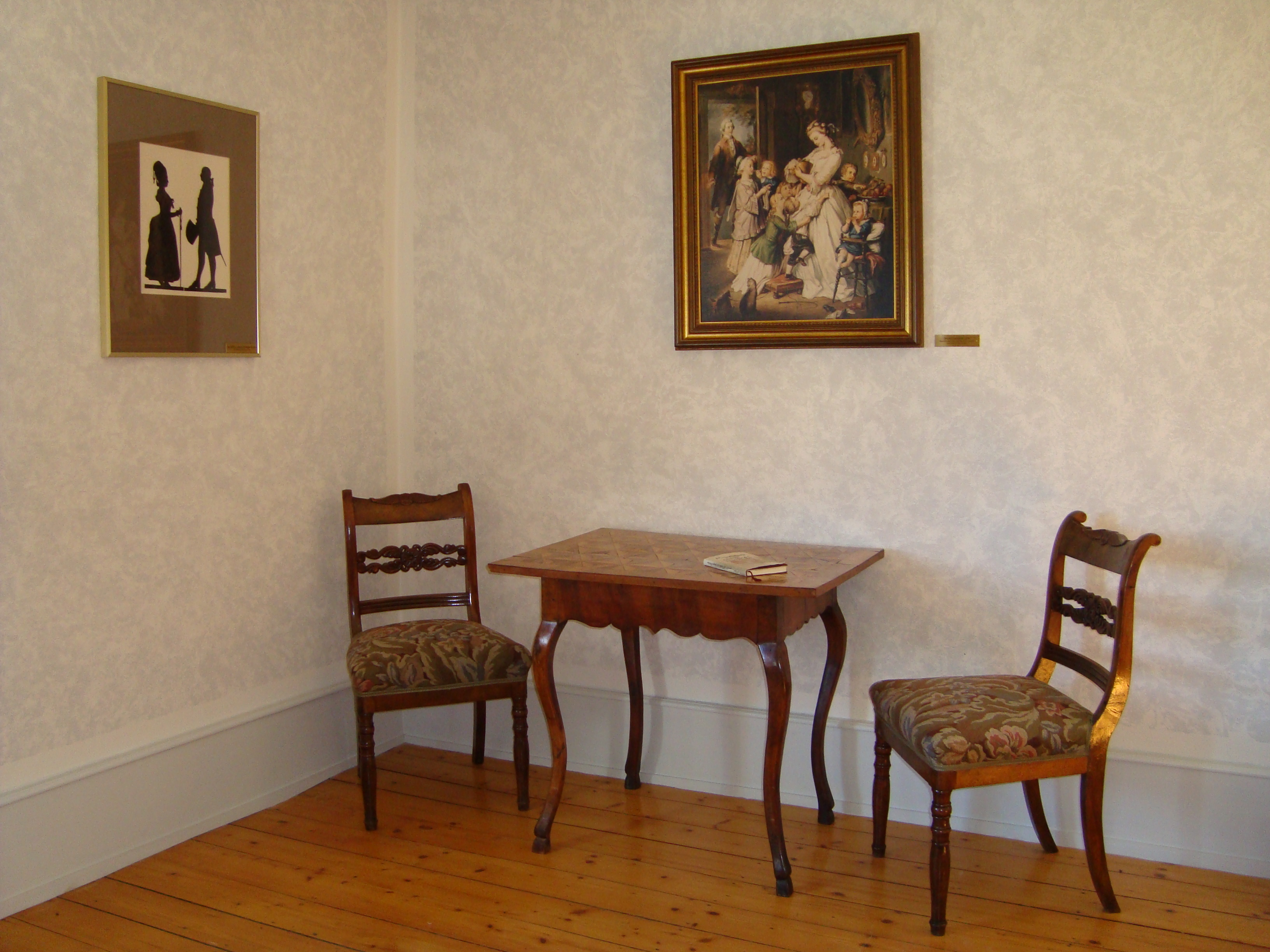
La sala de baile nos recuerda al Werther de Goethe

El salón de baile está decorado al estilo de la época y nos recuerda a la placer del baile, que tuvo lugar el 9 de junio de 1772 en esta sala, y al tiempo en que, el universal, J.W. Goethe pasó sus días como pasante de la Cámara de la Corte Imperial en Wetzlar y formó parte de los 25 invitados al baile, entre los que se encontraban Charlotte Buff y su prometido Christian Kestner, procedentes de la comarca. Este acontecimiento fue narrado posteriormente en Las penas del joven Werther. Se exponen ilustraciones de los asistentes al baile, podemos ver el momento en el que Lotte cortaba pan a sus hermanos y las lágrimas de Jerusalem, los cuales fueron  parte del argumento de la famosa novela.